# National Hockey League 1999/2000
National Hockey League 1999/2000 var den 83:e säsongen av NHL, där samtliga 28 lag spelade 82 grundseriesmatcher innan det avgjorts vilka 16 lag som gick vidare till slutspelet. New Jersey Devils vann Stanley Cup för andra gången efter seger i finalserien mot Dallas Stars med 4-2 i matcher.
Jaromír Jágr, Pittsburgh Penguins, vann poängligan på 96 poäng (42 mål + 54 assist). Det var sjätte säsongen i rad som en Pittsburgh-spelare vann poängligan. Det var också första gången sedan Stan Mikita vann poängligan på 87 poäng säsongen 1967/1968 som vinnaren i poängligan inte kom upp i minst 100 poäng, med undantag för säsongen 1994/1995 då det inte spelades full säsong.
Den övertidsperiod på fem minuter som infördes till säsongen 1983/1984 i matcher som slutade oavgjort efter tre perioder i grundserien och som innebar att det förlorande laget efter förlängningen inte fick någon poäng ändrades inför den här säsongen så att det förlorande laget fick en poäng för en "sudden-förlust".
Atlanta Thrashers från Atlanta i Georgia spelade sin första säsong i NHL.

## Grundserien

### Eastern Conference
Not: SM = Spelade matcher, V = Vunna, O = Oavgjorda, F = Förlorade, ÖTF = Övertidsförlust, GM = Gjorda mål, IM = Insläppta mål, Pts = Poäng, MSK = Målskillnad
- Lag i GRÖN färg till slutspel.
- Lag i RÖD färg har spelat klart för säsongen.

Lagen som kvalificerade sig för slutspel förutom de fyra divisionsvinnarna var de tolv lag (sex i varje konferens) som hade mest poäng i grundserien.
| Atlantic Division   | SM | V  | O  | F  | ÖTF | GM  | IM  | Pts | MSK |
| ------------------- | -- | -- | -- | -- | --- | --- | --- | --- | --- |
| Philadelphia Flyers | 82 | 45 | 15 | 22 | 3   | 237 | 179 | 105 | +58 |
| New Jersey Devils   | 82 | 45 | 13 | 24 | 5   | 251 | 203 | 103 | +48 |
| Pittsburgh Penguins | 82 | 37 | 14 | 31 | 6   | 241 | 236 | 88  | +5  |
| New York Rangers    | 82 | 29 | 15 | 38 | 3   | 218 | 246 | 73  | -28 |
| New York Islanders  | 82 | 24 | 10 | 48 | 1   | 194 | 275 | 58  | -81 |

| Northeast Division  | SM | V  | O  | F  | ÖTF | GM  | IM  | Pts | MSK |
| ------------------- | -- | -- | -- | -- | --- | --- | --- | --- | --- |
| Toronto Maple Leafs | 82 | 45 | 10 | 27 | 3   | 246 | 222 | 100 | +24 |
| Ottawa Senators     | 82 | 41 | 13 | 28 | 2   | 244 | 210 | 95  | +34 |
| Buffalo Sabres      | 82 | 35 | 15 | 32 | 4   | 213 | 204 | 85  | +9  |
| Montreal Canadiens  | 82 | 35 | 13 | 34 | 4   | 196 | 194 | 83  | +2  |
| Boston Bruins       | 82 | 24 | 25 | 33 | 6   | 210 | 248 | 73  | -38 |

| Southeast Division  | SM | V  | O  | F  | ÖTF | GM  | IM  | Pts | MSK  |
| ------------------- | -- | -- | -- | -- | --- | --- | --- | --- | ---- |
| Washington Capitals | 82 | 44 | 14 | 24 | 2   | 227 | 194 | 102 | +33  |
| Florida Panthers    | 82 | 43 | 12 | 27 | 6   | 244 | 209 | 98  | +35  |
| Carolina Hurricanes | 82 | 37 | 10 | 35 | 0   | 217 | 216 | 84  | +1   |
| Tampa Bay Lightning | 82 | 19 | 16 | 47 | 7   | 204 | 310 | 54  | -106 |
| Atlanta Thrashers   | 82 | 14 | 11 | 57 | 4   | 170 | 313 | 39  | -143 |

### Western Conference
| Central Division    | SM | V  | O  | F  | ÖTF | GM  | IM  | Pts | MSK |
| ------------------- | -- | -- | -- | -- | --- | --- | --- | --- | --- |
| St. Louis Blues     | 82 | 51 | 12 | 19 | 1   | 248 | 165 | 114 | +83 |
| Detroit Red Wings   | 82 | 48 | 12 | 22 | 2   | 278 | 210 | 108 | +68 |
| Chicago Blackhawks  | 82 | 33 | 12 | 37 | 2   | 242 | 245 | 78  | -3  |
| Nashville Predators | 82 | 28 | 14 | 40 | 7   | 199 | 240 | 70  | -41 |

| Northwest Division | SM | V  | O  | F  | ÖTF | GM  | IM  | Pts | MSK |
| ------------------ | -- | -- | -- | -- | --- | --- | --- | --- | --- |
| Colorado Avalanche | 82 | 42 | 12 | 28 | 1   | 233 | 201 | 96  | +32 |
| Edmonton Oilers    | 82 | 32 | 24 | 26 | 8   | 226 | 212 | 88  | +14 |
| Vancouver Canucks  | 82 | 30 | 23 | 29 | 8   | 227 | 237 | 83  | -10 |
| Calgary Flames     | 82 | 31 | 15 | 36 | 5   | 211 | 256 | 77  | -45 |

| Pacific Division        | SM | V  | O  | F  | ÖTF | GM  | IM  | Pts | MSK |
| ----------------------- | -- | -- | -- | -- | --- | --- | --- | --- | --- |
| Dallas Stars            | 82 | 43 | 16 | 23 | 6   | 211 | 184 | 102 | +27 |
| Los Angeles Kings       | 82 | 39 | 16 | 27 | 4   | 245 | 228 | 94  | +17 |
| Phoenix Coyotes         | 82 | 39 | 12 | 31 | 4   | 232 | 228 | 90  | +4  |
| San Jose Sharks         | 82 | 35 | 17 | 30 | 7   | 225 | 214 | 87  | +11 |
| Mighty Ducks of Anaheim | 82 | 34 | 15 | 33 | 3   | 217 | 227 | 83  | -10 |

## Poängligan
Not: SM = Spelade matcher, M = Mål, A = Assists, Pts = Poäng
| Spelare       | Lag          | SM | M  | A  | Pts |
| ------------- | ------------ | -- | -- | -- | --- |
| Jaromír Jágr  | Pittsburgh   | 63 | 42 | 54 | 96  |
| Pavel Bure    | Florida      | 74 | 58 | 36 | 94  |
| Mark Recchi   | Philadelphia | 82 | 28 | 63 | 91  |
| Paul Kariya   | Anaheim      | 74 | 42 | 44 | 86  |
| Teemu Selänne | Anaheim      | 79 | 33 | 52 | 85  |
| Owen Nolan    | San Jose     | 78 | 44 | 40 | 84  |
| Tony Amonte   | Chicago      | 82 | 43 | 41 | 84  |
| Mike Modano   | Dallas       | 77 | 38 | 43 | 81  |
| Joe Sakic     | Colorado     | 60 | 28 | 53 | 81  |
| Steve Yzerman | Detroit      | 78 | 35 | 44 | 79  |

## Slutspelet
16 lag gör upp om Stanley Cup. Samtliga matchserier avgörs i bäst av sju matcher.
|  | Kvartsfinaler inom konferensen | Kvartsfinaler inom konferensen        | Kvartsfinaler inom konferensen |   |                     | Semifinaler inom konferensen | Semifinaler inom konferensen | Semifinaler inom konferensen |                   |                   | Finaler inom konferensen | Finaler inom konferensen | Finaler inom konferensen |  |  | Stanley Cup-finalen | Stanley Cup-finalen | Stanley Cup-finalen |
|  |                                |                                       |                                |   |                     |                              |                              |                              |                   |                   |                          |                          |                          |  |  |                     |                     |                     |
|  | 1                              | Philadelphia Flyers                   | 4                              |   |                     | 1                            | Philadelphia Flyers          | 4                            |                   |                   |                          |                          |                          |  |  |                     |                     |                     |
|  | 8                              | Buffalo Sabres                        | 1                              |   |                     | 7                            | Pittsburgh Penguins          | 2                            |                   |                   |                          |                          |                          |  |  |                     |                     |                     |
|  |                                |                                       |                                |   |                     |                              |                              |                              |                   |                   |                          |                          |                          |  |  |                     |                     |                     |
|  | 2                              | Washington Capitals                   | 1                              |   |                     |                              |                              |                              | Östra konferensen | Östra konferensen | Östra konferensen        | Östra konferensen        | Östra konferensen        |  |  |                     |                     |                     |
|  | 2                              | Washington Capitals                   | 1                              |   |                     |                              |                              |                              | Östra konferensen | Östra konferensen | Östra konferensen        | Östra konferensen        | Östra konferensen        |  |  |                     |                     |                     |
|  | 7                              | Pittsburgh Penguins                   | 4                              |   |                     |                              |                              |                              |                   |                   |                          |                          |                          |  |  |                     |                     |                     |
|  | 7                              | Pittsburgh Penguins                   | 4                              |   |                     |                              |                              |                              |                   | 1                 | Philadelphia Flyers      | 3                        |                          |  |  |                     |                     |                     |
|  |                                |                                       |                                |   |                     |                              |                              |                              |                   | 1                 | Philadelphia Flyers      | 3                        |                          |  |  |                     |                     |                     |
|  |                                | 4                                     | New Jersey Devils              | 4 |                     |                              |                              |                              |                   |                   |                          |                          |                          |  |  |                     |                     |                     |
|  | 3                              | 4                                     | New Jersey Devils              | 4 | Toronto Maple Leafs | 4                            |                              |                              |                   |                   |                          |                          |                          |  |  |                     |                     |                     |
|  | 3                              |                                       |                                |   | Toronto Maple Leafs | 4                            |                              |                              |                   |                   |                          |                          |                          |  |  |                     |                     |                     |
|  | 6                              | Ottawa Senators                       | 2                              |   |                     |                              |                              |                              |                   |                   |                          |                          |                          |  |  |                     |                     |                     |
|  | 6                              | Ottawa Senators                       | 2                              |   |                     |                              |                              |                              |                   |                   |                          |                          |                          |  |  |                     |                     |                     |
|  |                                |                                       |                                |   |                     |                              |                              |                              |                   |                   |                          |                          |                          |  |  |                     |                     |                     |
|  |                                |                                       |                                |   |                     |                              |                              |                              |                   |                   |                          |                          |                          |  |  |                     |                     |                     |
|  | 4                              | New Jersey Devils                     | 4                              |   | 3                   | Toronto Maple Leafs          | 2                            |                              |                   |                   |                          |                          |                          |  |  |                     |                     |                     |
|  | 4                              | New Jersey Devils                     | 4                              |   | 3                   | Toronto Maple Leafs          | 2                            |                              |                   |                   |                          |                          |                          |  |  |                     |                     |                     |
|  | 5                              | Florida Panthers                      | 0                              |   |                     | 4                            | New Jersey Devils            | 4                            |                   |                   |                          |                          |                          |  |  |                     |                     |                     |
|  | 5                              | Florida Panthers                      | 0                              |   |                     |                              |                              |                              |                   | E4                | New Jersey Devils        | 4                        |                          |  |  |                     |                     |                     |
|  |                                | (Lagen omseedas efter kvartfinalerna) |                                |   |                     |                              |                              |                              |                   | E4                | New Jersey Devils        | 4                        |                          |  |  |                     |                     |                     |
|  |                                | W2                                    | Dallas Stars                   | 2 |                     |                              |                              |                              |                   |                   |                          |                          |                          |  |  |                     |                     |                     |
|  | 1                              | W2                                    | Dallas Stars                   | 2 | St. Louis Blues     | 3                            |                              |                              | 2                 | Dallas Stars      | 4                        |                          |                          |  |  |                     |                     |                     |
|  | 1                              |                                       |                                |   | St. Louis Blues     | 3                            |                              |                              | 2                 | Dallas Stars      | 4                        |                          |                          |  |  |                     |                     |                     |
|  | 8                              | San Jose Sharks                       | 4                              |   |                     | 8                            | San Jose Sharks              | 1                            |                   |                   |                          |                          |                          |  |  |                     |                     |                     |
|  | 8                              | San Jose Sharks                       | 4                              |   |                     | 8                            | San Jose Sharks              | 1                            |                   |                   |                          |                          |                          |  |  |                     |                     |                     |
|  |                                |                                       |                                |   |                     |                              |                              |                              |                   |                   |                          |                          |                          |  |  |                     |                     |                     |
|  | 2                              | Dallas Stars                          | 4                              |   |                     |                              |                              |                              |                   |                   |                          |                          |                          |  |  |                     |                     |                     |
|  | 2                              | Dallas Stars                          | 4                              |   |                     |                              |                              |                              |                   |                   |                          |                          |                          |  |  |                     |                     |                     |
|  | 7                              | Edmonton Oilers                       | 1                              |   |                     |                              |                              |                              |                   |                   |                          |                          |                          |  |  |                     |                     |                     |
|  | 7                              | Edmonton Oilers                       | 1                              |   |                     |                              |                              |                              | 2                 | Dallas Stars      | 4                        |                          |                          |  |  |                     |                     |                     |
|  |                                |                                       |                                |   |                     |                              |                              |                              | 2                 | Dallas Stars      | 4                        |                          |                          |  |  |                     |                     |                     |
|  |                                | 3                                     | Colorado Avalanche             | 3 |                     |                              |                              |                              |                   |                   |                          |                          |                          |  |  |                     |                     |                     |
|  | 3                              | 3                                     | Colorado Avalanche             | 3 | Colorado Avalanche  | 4                            |                              |                              |                   |                   |                          |                          |                          |  |  |                     |                     |                     |
|  | 3                              |                                       |                                |   | Colorado Avalanche  | 4                            |                              |                              |                   |                   |                          |                          |                          |  |  |                     |                     |                     |
|  | 6                              | Phoenix Coyotes                       | 1                              |   |                     |                              |                              |                              |                   |                   | Västra konferensen       | Västra konferensen       | Västra konferensen       |  |  |                     |                     |                     |
|  | 6                              | Phoenix Coyotes                       | 1                              |   |                     |                              |                              |                              |                   |                   | Västra konferensen       | Västra konferensen       | Västra konferensen       |  |  |                     |                     |                     |
|  |                                |                                       |                                |   |                     |                              |                              |                              |                   |                   |                          |                          |                          |  |  |                     |                     |                     |
|  | 4                              | Detroit Red Wings                     | 4                              |   | 3                   | Colorado Avalanche           | 4                            |                              |                   |                   |                          |                          |                          |  |  |                     |                     |                     |
|  | 4                              | Detroit Red Wings                     | 4                              |   | 3                   | Colorado Avalanche           | 4                            |                              |                   |                   |                          |                          |                          |  |  |                     |                     |                     |
|  | 5                              | Los Angeles Kings                     | 0                              |   |                     | 4                            | Detroit Red Wings            | 1                            |                   |                   |                          |                          |                          |  |  |                     |                     |                     |

### Stanley Cup-finalen
New Jersey Devils vs. Dallas Stars
New Jersey Devils vann finalserien med 4-2 i matcher

## Poängligan slutspelet
Not: SM = Spelade matcher, M = Mål, A = Assists, Pts = Poäng
| Spelare        | Lag          | SM | M  | A  | Pts |
| -------------- | ------------ | -- | -- | -- | --- |
| Brett Hull     | Dallas       | 23 | 11 | 13 | 24  |
| Mike Modano    | Dallas       | 23 | 10 | 13 | 23  |
| Jason Arnott   | New Jersey   | 23 | 8  | 12 | 20  |
| Patrik Eliáš   | New Jersey   | 23 | 7  | 13 | 20  |
| Mark Recchi    | Philadelphia | 18 | 6  | 12 | 18  |
| Petr Sýkora    | New Jersey   | 23 | 9  | 8  | 17  |
| Jaromír Jágr   | Pittsburgh   | 11 | 8  | 8  | 16  |
| Peter Forsberg | Colorado     | 18 | 7  | 8  | 15  |
| Adam Deadmarsh | Colorado     | 17 | 4  | 11 | 15  |

## Debutanter
Några kända debutanter under säsongen:
| - Patrik Štefan, Atlanta Thrashers - Maksim Afinogenov, Buffalo Sabres - Robyn Regehr, Calgary Flames - Alex Tanguay, Colorado Avalanche - Martin Škoula, Colorado Avalanche - Brenden Morrow, Dallas Stars - Mike Ribeiro, Montreal Canadiens - Brian Rafalski, New Jersey Devils - Scott Gomez, New Jersey Devils - Roberto Luongo, New York Islanders | - Tim Connolly, New York Islanders - Jan Hlaváč, New York Rangers - Mike York, New York Rangers - Mike Fisher, Ottawa Senators - Brian Boucher, Philadelphia Flyers - Simon Gagné, Philadelphia Flyers - Brad Stuart, San Jose Sharks - Jevgenij Nabokov, San Jose Sharks - Ladislav Nagy, St. Louis Blues - Nikolaj Antropov, Toronto Maple Leafs |

## Sista matchen
Bland de som gjorde sin sista säsongen i NHL märks:
- Marty McSorley, Boston Bruins
- Grant Fuhr, Calgary Flames
- Bill Ranford, Edmonton Oilers
- Esa Tikkanen, Florida Panthers
- Ulf Samuelsson, Philadelphia Flyers
- Pat Falloon, Pittsburgh Penguins
- Daren Puppa, Tampa Bay Lightning
- Wendel Clark, Toronto Maple Leafs

## NHL awards
| NHL awards 1999–2000              | NHL awards 1999–2000                    |
| --------------------------------- | --------------------------------------- |
| Presidents' Trophy:               | St. Louis Blues                         |
| Prince of Wales Trophy:           | New Jersey Devils                       |
| Clarence S. Campbell Bowl:        | Dallas Stars                            |
| Art Ross Memorial Trophy:         | Jaromír Jágr, Pittsburgh Penguins       |
| Bill Masterton Memorial Trophy:   | Ken Daneyko, New Jersey Devils          |
| Calder Memorial Trophy:           | Scott Gomez, New Jersey Devils          |
| Conn Smythe Trophy:               | Scott Stevens, New Jersey Devils        |
| Frank J. Selke Trophy:            | Steve Yzerman, Detroit Red Wings        |
| Hart Memorial Trophy:             | Chris Pronger, St. Louis Blues          |
| Jack Adams Award:                 | Joel Quenneville, St. Louis Blues       |
| James Norris Memorial Trophy:     | Chris Pronger, St. Louis Blues          |
| King Clancy Memorial Trophy:      | Curtis Joseph, Toronto Maple Leafs      |
| Lady Byng Memorial Trophy:        | Pavol Demitra, St. Louis Blues          |
| Lester B. Pearson Award:          | Jaromír Jágr, Pittsburgh Penguins       |
| Maurice "Rocket" Richard Trophy:  | Pavel Bure, Florida Panthers            |
| NHL Plus/Minus Award:             | Chris Pronger, St. Louis Blues          |
| Roger Crozier Saving Grace Award: | Ed Belfour, Dallas Stars                |
| Vezina Trophy:                    | Olaf Kölzig, Washington Capitals        |
| William M. Jennings Trophy:       | Roman Turek, St. Louis Blues            |
| Lester Patrick Trophy:            | Mario Lemieux, Craig Patrick, Lou Vairo |

## All-Star
| Första laget                        | Position | Andra laget                          |
| ----------------------------------- | -------- | ------------------------------------ |
| Olaf Kölzig, Washington Capitals    | M        | Roman Turek, St. Louis Blues         |
| Chris Pronger, St. Louis Blues      | B        | Rob Blake, Los Angeles Kings         |
| Nicklas Lidström, Detroit Red Wings | B        | Éric Desjardins, Philadelphia Flyers |
| Steve Yzerman, Detroit Red Wings    | C        | Mike Modano, Dallas Stars            |
| Jaromír Jágr, Pittsburgh Penguins   | HF       | Pavel Bure, Florida Panthers         |
| Brendan Shanahan, Detroit Red Wings | VF       | Paul Kariya, Mighty Ducks of Anaheim |